# Disznó-sárkány

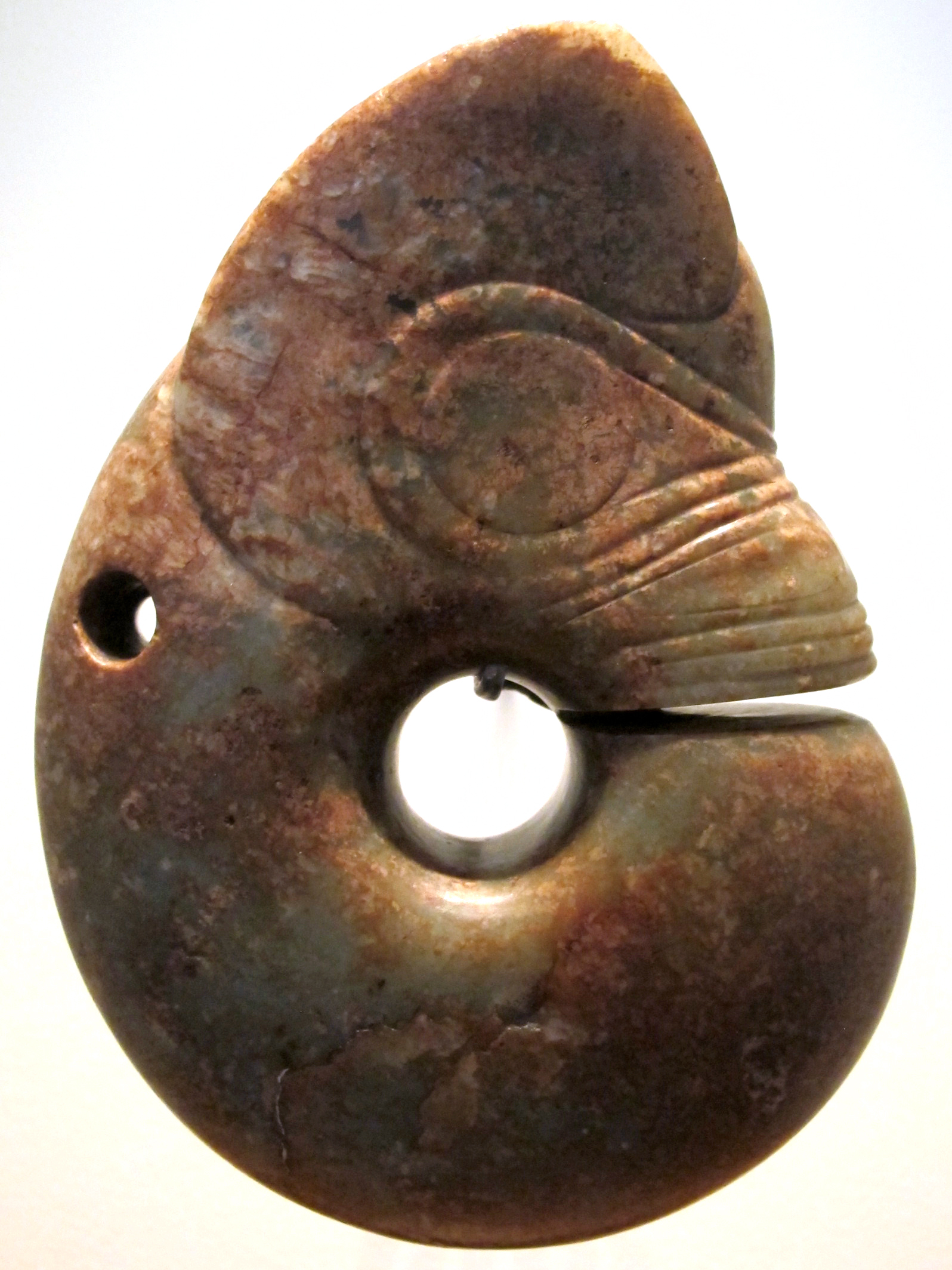
A „disznó-sárkány” jádetárgy

A disznó-sárkány jádéből készült, disznóhoz hasonló fejjel rendelkező, sárkánytestű tárgy a neolitkori Kínából.

## Jellemzői
A disznó-sárkány vagy jáde disznósárkány egyike a Kína területén talált sárkányszerű ábrázolásoknak. A jádéből faragott, csiszolt tárgy disznószerű fejjel és csavart formájú, lábak nélküli testtel rendelkezik. Jellemzően a neolitkori Hungsan (Hongshan)-kultúra temetkezési helyeiről kerültek elő hasonló tárgyak. A sírokban általában az úgynevezett „jáde-sasokkal” (jü-jing (yiying) 玉 鷹) együtt találtak rájuk. A Hungsan (Hongshan)-kultúra sírjaiban, az emberi maradványok mellett gyakorta sertéscsontokat is találtak, ami a sertés kitüntetett szerepére, rituális jelentőségére utalhat. Egyes elképzelések szerint a disznó-sárkány a kínai sárkány legkorábbi ábrázolása. A Sang (Shang)-kori jóslócsontokon szereplő ’sárkány’ jelentésű piktogram erőteljesen emlékeztet a disznó-sárkány alakjára, éppúgy, mint a későbbi, jádéből készült amulettek.